# 艾拉島

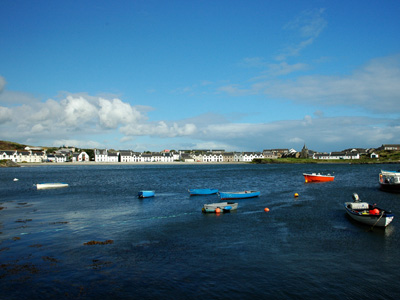
艾雷島的主要進出港口——愛倫港

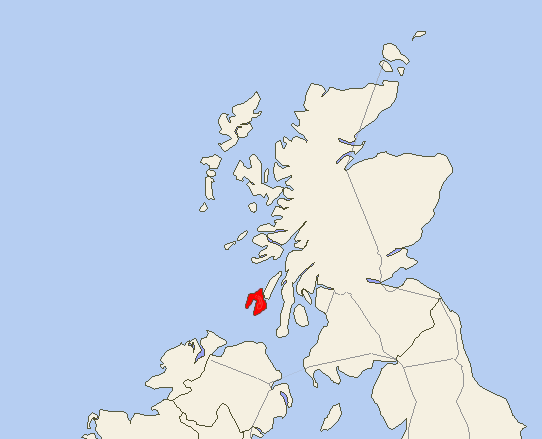
艾雷島位置圖

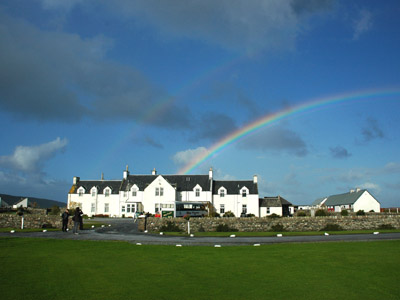
艾雷島上著名的馬克利旅館（Machrie Hotel）與天上的雙重彩虹

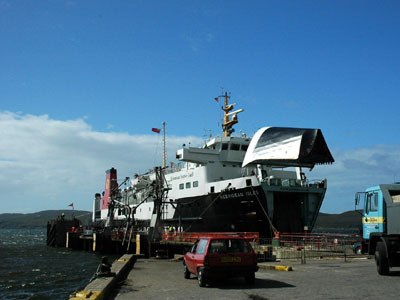
泊靠在愛倫港的定期渡輪

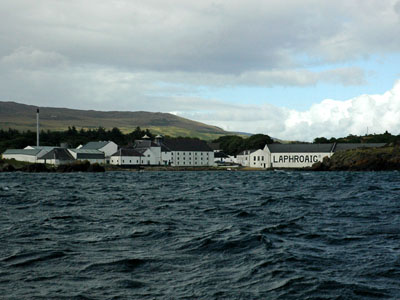
艾雷島南邊海岸的Laphroaig蒸餾廠。

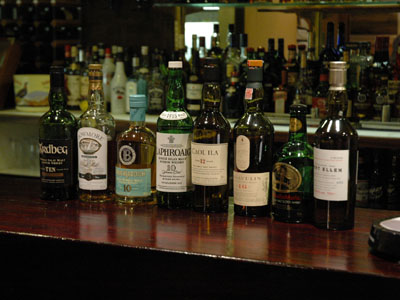
艾雷島當地八家蒸餾廠所產的威士忌。

艾雷島是一座位於英國蘇格蘭地區西方海面的島嶼，為蘇格蘭西岸内赫布里底群岛裡最南邊的一座，以賞鳥與麥芽威士忌酒的生產而著稱。

## 地理
艾雷島是蘇格蘭西邊濱大西洋岸的內赫布立島群裡最南的一座，其東北方隔著狹窄的艾雷海峽（Sound of Islay）緊鄰另一座赫布立島嶼——朱拉岛，而東方則隔著海與從蘇格蘭本島伸出的金泰爾半島（Kintyre, Pen.）相望。艾雷島的面積約為500平方公里，南北長40公里，東西寬32公里，島嶼的西南方向有一個較大型的海灣，稱為拉甘灣（Laggan Bay）。

## 人口與行政
目前艾雷島上人口約為3400人，除了農牧、漁業等初級產業外，唯一真正具有關鍵意義的二級產業是威士忌的製造，與以威士忌、賞鳥及高爾夫球為中心的觀光業。
行政劃分上，艾雷島屬於阿吉爾與布特（Argyll and Bute）統一管理區（Unitary Authority Region）的一部份，是蘇格蘭下轄的32個次級行政區之一。艾雷島本身的行政首府設於波摩爾（Bowmore），是一個位於拉甘灣西岸的港灣市鎮。

## 交通
艾雷島與蘇格蘭本土以及週遭島嶼之間，是靠著海運與空運連絡。島上擁有兩個有定期渡輪泊靠的海港，與一個可供小型客機起降的機場。其中兩個港口分別為島嶼東南方的愛倫港（Port Ellen）與東北方的阿斯凱克港（Port Askaig）。而艾雷機場（又稱為格蘭艾格戴爾機場，Glenegedale Airport）則位於愛倫港北方約5、6英里的海岸邊，原本是個由英國皇家空軍（RAF）在第二次世界大戰期間所闢設的軍用機場，目前則由英國國營的高地與島嶼機場公司（Highland and Islands Airports Limited）負責營運，其國際航空運輸協會（IATA）代號為ILY。
專事蘇格蘭離島航運的渡輪公司喀里多尼亞-麥布萊恩（Caledonian Macbrayne）每日皆有渡輪航班聯絡於艾雷島與金泰爾半島上的肯納奎格（Kennacraig）之間，而英航（British Airways）則有往返於蘇格蘭第一大城格拉斯哥與艾雷島之間的定期班機。

## 主要市鎮
- 波摩爾（Bowmore）
- 夏洛特港（Port Charlotte）
- 波拿哈芬（Portnahaven）
- 愛倫港（Port Ellen）

## 威士忌
雖然艾雷島對於蘇格蘭或整個英國來說，是個位在邊陲無足輕重的孤立小島，但是在威士忌酒的領域裡面，它卻擁有自成一格的關鍵地位。在早年蘇格蘭威士忌稅法的產區劃分中，艾雷島原本是被劃分為島嶼區的一部份，但因相對於蘇格蘭本土產的威士忌，艾雷島威士忌擁有截然不同的強烈口感，因此已被視為是非常獨立的一個產區類別。在整個蘇格蘭威士忌的譜系中，艾雷島威士忌普遍被認為是最重口味的一系，以帶有厚重的泥炭烘烤味（Peatiness）與海鹽味而出名（尤其是島南的Ardbeg、Lagavulin與Laphroaig三廠最具有代表性）。日本知名作家村上春樹在2004年時出版的遊記形態作品《如果我們的語言是威士忌》（もし僕らのことばがウィスキーであったなら），就是撰述了他在參觀遊覽艾雷島上幾家蒸餾廠之後的心得感想，由此可見該島所生產的威士忌受推崇的程度。
今日艾雷島上的威士忌蒸餾廠共有八個，包含2005年新建的Kilchoman。Port Ellen曾是蒸餾廠，但已經停止了威士忌的蒸餾生產，而改為專業的麥芽烘培廠，以生產出的麥芽提供給其他威士忌蒸餾廠，作為製造威士忌所需的原料。
- Ardbeg（雅柏）
- Bowmore（波摩）
- Bunnahabhain（布納哈本）
- Bruichladdich（布萊迪）
- Caol Ila（卡爾里拉）
- Lagavulin（拉加維林）
- Laphroaig（拉弗格）
- Kilchoman（齊侯門）
- (已關廠) Port Ellen（愛倫港）

註：以上列表以酒廠原名字母排序，中文以各酒廠在台灣使用官方名稱為準，其次以貼近蓋爾語音譯。

## 外部連結
- 蘇格蘭國家旅遊局官方站 （页面存档备份，存于）（英文與多國語言）
- 艾拉-侏羅島旅遊促進協會網站 （页面存档备份，存于）（英文）